# Heliconius belticopis
Heliconius belticopis är en fjärilsart som beskrevs av James John Joicey och Talbot 1916. Heliconius belticopis ingår i släktet Heliconius och familjen praktfjärilar. Inga underarter finns listade i Catalogue of Life.